# Oratorio di San Biagio (Monzambano)
Appartenente alla parrocchia di San Michele Arcangelo in Monzambano, diocesi di Mantova, le prime notizie certe di un antico oratorio di Santa Maria in Castello risalgono alle visite pastorali del Cinquecento. Di esso si possono ancora intuire le forme della struttura romanica della chiesa, con le tre absidi visibili nel portico adiacente all'ingresso, o il rosone e l'arco a tutto sesto nella facciata dell'abitazione addossata all'edificio sacro.
L'attuale chiesa, dedicata a san Biagio, presenta una semplice facciata suddivisa da quattro lesene sulle quali corre una fascia decorata con triglifi e metope ornate dai simboli del monogramma del nome di Gesù, sormontata da un timpano rettangolare affiancato da due pennacchi e con una croce in ferro alla sommità.
Nell'interno, nella nicchia della parete di fondo la statua colorata di san Biagio; di fronte l'altare in scagliola marmorizzata con mensa e tabernacolo. Sopra la statua dell'Immacolata. Tra gli arredi i quattro candelieri di buoni fattura .